# 蒂卢瓦弗洛里维尔
蒂卢瓦弗洛里维尔（法語：Tilloy-Floriville）是法国皮卡第大区索姆省的一个市镇，属于阿布维尔区加马什县。该市镇2009年时的人口为393人。

## 人口
蒂卢瓦弗洛里维尔人口变化图示
| 数据来源：INSEE |